# Ferdinand Lassalle
Ferdinand Lassalle (Breslau, 1825. április 11. – Genf, 1864. augusztus 31.) német jogász és szocialista politikus, a lassalleanizmus névadója.
A Lassalle által 1863-ban alapított Allgemeiner Deutscher Arbeiterverein (ADAV, Általános Német Munkásegylet) pártot ősének tartja a világ egyik legrégibb pártja, Németország Szociáldemokrata Pártja (SPD). Szintén Lassalle bábáskodott az ADAV és a Sozialdemokratische Arbeiterpartei (SDAP, Németország Szociáldemokrata Munkáspártja) egyesülésekor (ebből az egyesült pártból született idővel az SPD).
Az első jelentős és tartós baloldali politikai párt alapítója.
Bár tagja volt a Kommunisták Szövetségének (Bund der Kommunisten), Karl Marx és Friedrich Engels – akiket a kommunisták alapítóatyáknak tekintenek – végig politikai vitában álltak Lassalle-lal, aki az általános, titkos választójog megszerzése útján képzelte el a munkásosztály hatalmának növelését. Extravagáns életet élt, egy párbajban vesztette életét.

## Korai pályája
Gazdag zsidó családban született. Apja selyemkereskedő volt, aki üzleti pályára szánta fiát, ezért kereskedelmi iskolába küldte Lipcsébe. A fiatal Lassalle-nak azonban más tervei voltak és egyetemre iratkozott, először Breslauban, később Berlinben.
Kedvenc tárgyai a filológia és a filozófia voltak; Hegel követőjévé vált. 1845-ben befejezte tanulmányait és hegeli szempontok alapján belefogott egy írásba Hérakleitoszról, ezt a munkát azonban félbehagyta és végül csak 1858-ban adta ki.
1845 végén Berlinben megismerkedett Sophie von Hatzfeldt grófnővel, aki évekkel korábban elvált a férjéről de még mindig jogi vitában állt vele a vagyonmegosztás és gyermekeik elhelyezése ügyében. Lassalle belevetette magát az ügybe, tanulmányozta a felmerülő jogi kérdéseket és miután egy 36-tagú bíróság elé vitte az ügyet, arra kényszerítette a grófot, hogy volt felesége számára kedvező megegyezést kössön.
A tíz évig tartó ügy nem volt mentes a botrányoktól. Különösen a "ládikaügy" néven elhíresült eset maradt emlékezetes, amit Lassalle-nak egész életén keresztül időnként a fejére olvastak. A gróf volt felesége és gyermekei kárára egész életre szóló életjáradékra kötelezte magát kedvese, von Meyendorff bárónő javára. Lassalle két barátja megpróbálta megszerezni a kötelezvényt és a bárónő kölni hotelszobájából el is tulajdonítottak egy ládikát, amely ékszereket tartalmazott. Azonban lopás miatt letartóztatták őket és egyiküket hat hónap börtönbüntetésre ítélték. Lassalle-t, akit erkölcsi bűnpártolással vádoltak, fellebbezésére felmentették.
Végül mégsem kerülte el a börtönt. Miután részt vett az 1848-as németországi forradalmakban, 1849-ben egy év börtönt kapott, amiért ellenállt a düsseldorfi hatóságoknak, Berlinből pedig kitiltották. Ezután 1859-ig jórészt a Rajnavidéken élt, a grófnő ügyével foglalkozott és befejezte a Hérakleitoszról szóló munkát. Ebben az időszakban nem merült bele a politikai agitációba, de a munkásmozgalom ügyei továbbra is érdekelték.

## Visszatérése Berlinbe
1859-ben Lassalle szekérhajtónak álcázva magát visszatért Berlinbe. Kihasználva a királyhoz közel álló tudós, Alexander von Humboldt pártfogását, engedélyt kapott, hogy a városban maradhasson.
Ugyanebben az évben pamfletet közölt az Itáliában folyó háborúról és arról, Poroszországnak hogyan kellene politizálnia az ügyben. Arra jutott, hogy Poroszországnak nem szabad Ausztria pártjára állnia a Franciaország ellen folytatott háborúban. Azzal érvelt, hogy ha Franciaország kiűzi az osztrákokat Itáliából, megszerezheti Savoyát, de nem lesz elég erős ahhoz, hogy megakadályozza Olaszország egyesülését. Poroszországnak a franciákkal kellene szövetkeznie az osztrákok ellen és ugyanakkor megerősítenie helyzetét Németországon belül, írta Lassalle. Erről a témáról 1861-ben System der erworbenen Rechte (A szerzett jogok rendszere) címmel közölt újabb írást.

## Az ADAV megalapítása
1862 elején megkezdődött a harc Otto von Bismarck és a poroszországi liberálisok közt. Lassalle úgy vélekedett, hogy a liberális politikus Hermann Schulze-Delitzsch elképzelései az öngondoskodás elvén alapuló szövetkezetekről nem alkalmas a munkásosztály körülményeinek javítására. Ő maga extravagáns, divatkövető életmódot folytatott, de most belevetette magát a politikai agitátorok életébe, körbeutazta Németországot, beszédeket tartott és pamfleteket írt, azzal a céllal, hogy felrázza és megszervezze a munkásosztályt.
Bár Lassalle tagja volt a Kommunista Ligának, politikáját élesen ellenezte Karl Marx és Friedrich Engels, akik nem tartották igazi kommunistának, mert Lassalle, bár titokban, de befolyásolta Bismarck kormányát, többek közt olyan kérdésekben, mint az általános választójog. Élie Halévy jóval később a következőket írta erről a helyzetről:
„Lassale volt az első ember Németországban és az első Európában, akinek sikerült a szocialista cselekvéshez pártot szerveznie. Ha azonban nem születik sajnos zsidónak, elődként éltetnék a hatalmas csarnokokban is, amelyekben a nemzetiszocializmust hirdetik manapság. Amikor 1866-ban Bismarck az általános választójogra alapozva megalapította az Észak-német Szövetséget, olyan tanácsra cselekedett, amit közvetlenül Lassalle-tól kapott. Biztos vagyok benne, hogy 1878 után, amikor az »államszocializmust«, a »keresztényszocializmust« és a »monarchikus szocializmust« kezdte el gyakorolni, még nem felejtette el, mit tanult a szocialista vezetőtől.”
E furcsa helyzetnek betudhatóan, amikor Lassalle 1863. május 23-án megalapította az Általános Német Munkásegyletet (ADAV), Marx németországi követői nem csatlakoztak hozzá. Lassalle lett az ADAV, az első német munkáspárt első elnöke, az alapítástól 1864. augusztus 31-éig. Ebből a pártból lett később Németország Szociáldemokrata Pártja (SPD).
Az SPD-t 1875-ben alapították, amikor az ADAV egyesült Németország Szociáldemokrata Munkáspártjával (SDAP), nem kis mértékben Lassalle erőfeszítéseinek köszönhetően. Az egyesült párthoz a marxista (és a reformok politikáját túl puhának tartó) Wilhelm Liebknecht és August Bebel is csatlakozott. Az SDP létrejöttétől fogva megosztott volt a reformpártiak és a forradalom sürgetői közt.

## Halála

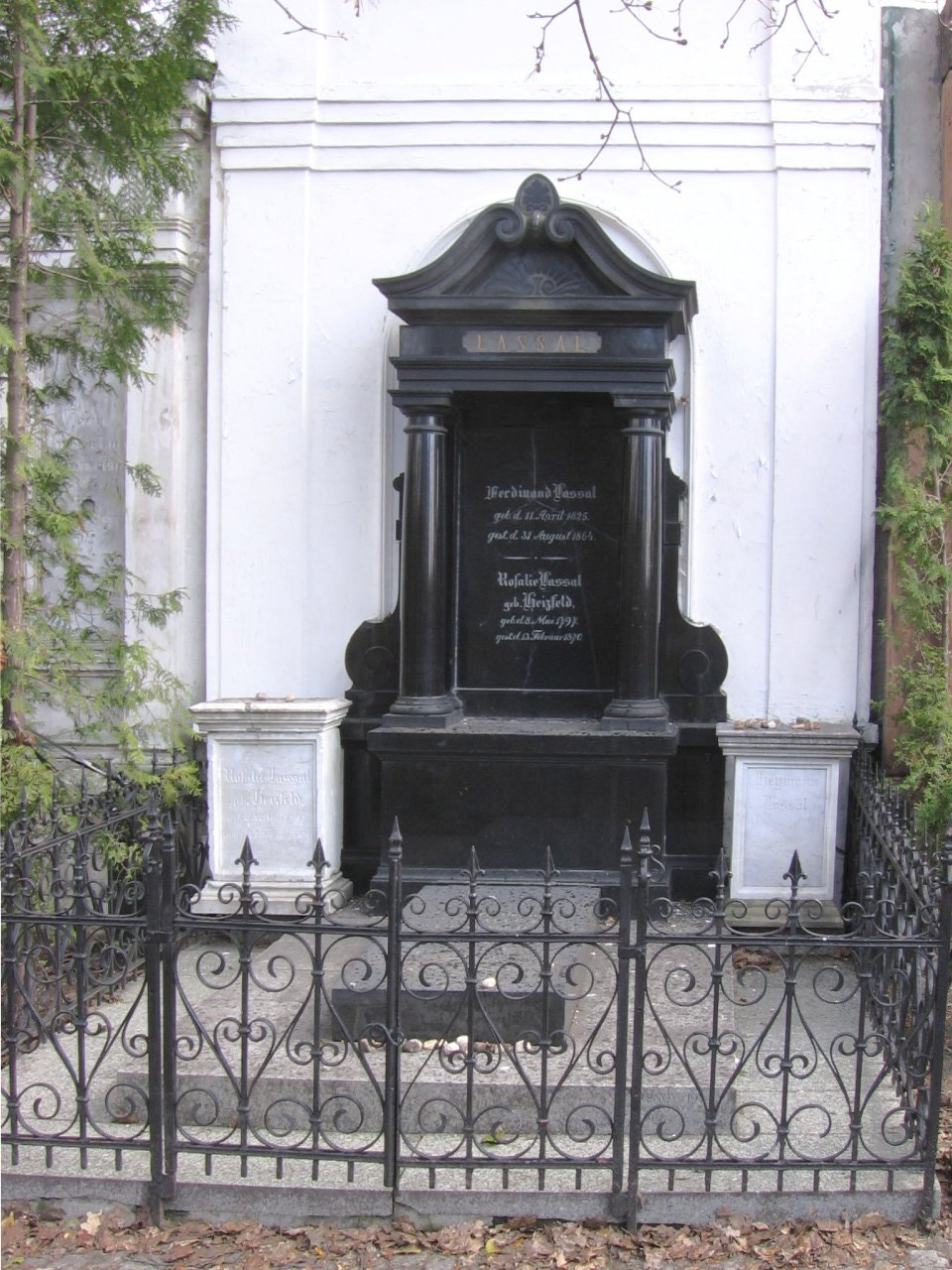
Lassalle sírja Wrocławban

Lassalle Berlinben megismerkedett egy fiatal hölggyel, Hélène von Dönnigesszel és 1864 nyarán úgy döntöttek, hogy összeházasodnak. Hélène azonban egy akkor Genfben dolgozó bajor diplomata lánya volt és az apja nem akarta, hogy bármi köze is legyen Lassalle-hoz. A lány szobafogságba került és valószínűleg kényszer hatására Lassalle helyett von Racowitz grófnak adta a kezét.
Lassalle a lány apját és von Racowitzot is párbajra hívta és közülük a gróf el is fogadta a kihívást. A párbajra 1864. augusztus 28-án került sor Genf Carouge nevű külvárosánál. Lassalle halálos sebet kapott és augusztus 31-én meghalt.
Élete utolsó részét George Meredith The Tragic Comedians (Tragikus komikusok) című regényében örökítette meg (1880). Lassalle-t Wrocławban temették el a régi zsidó temetőben.

## Publikációi
- Die Philosophie Herakleitos des Dunklen von Ephesos (Berlin, 1858) (Herakleitosz, Epheszosz sötét filozófusa)
- Franz von Sickingen (1859)
- Über Verfassungswesen (Az alkotmányos rendszerekről)
- Arbeiterprogramm (Munkásprogram)
- Offenes Antwortschreiben an das Zentralkomitee zur Berufung eines Allgemeinen Deutschen Arbeiter-Kongresses zu Leipzig (Nyílt levél válaszul az Általános Német Munkáspárt lipcsei ülése Központi Bizottságának)
- Zur Arbeiterfrage (A munkáskérdés)
- Arbeiterlesebuch (Olvasókönyv munkásoknak)
- Herr Bastiat-Schulze von Delitzsch, der ökonomische Julian, oder Kapital und Arbeit. (Bastiat-Schulze von Delitzsch úr, a gazdaság Juliánja, avagy tőke és munka)

## Magyarul
- A munkáskérdésről. A munkabér törvénye; ford. Károly F. Ferdinánd; Ferenczy Ny., Bp., 188? (Magyar munkás könyvtár)
- A soczialismus oka és megoldása; ford. Seress László; Minta-antiquarium, Bp., 1895
- A soczialis eszme jövője; ford. Seress László; Minta-antiquarium, Bp., 1895
- Mi az alkotmány? Hatalom és jog; ford. Brutus [Bokányi Dezső]; Népszava, Bp., 1899 (Munkás-könyvtár)
- A tudomány és a munkások; Vass József, Bp., 1905
- Mi az alkotmány?; ford. Fazekas Sándor; Galilei Kör, Bp., 1912 (A Galilei Kör könyvtára)
- Alkotmány, szocializmus, demokrácia; ford. Kunfi Zsigmond; Révai, Bp., 1914 (Világkönyvtár)
- Az alkotmányról; ford. Somogyi Béla; Népszava, Bp., 1917 (Munkáskönyvtár)
- Munkásprogram. A jelen történelmi korszak különös összefüggése a munkásosztály eszméjével; ford. Somogyi Béla; Népszava, Bp., 1919 (Munkáskönyvtár)
- Beszédek és írások; vál., bev. Balázs György, ford. Nyilas Vera; Gondolat–Kossuth, Bp., 1982